# Klasa okręgowa (2021/2022)/Województwa podkarpackie, podlaskie, pomorskie i śląskie

## Województwo podkarpackie

### Grupa Dębica

#### Drużyny
| Uczestnicy poprzedniej edycji                                                                                 | Uczestnicy poprzedniej edycji | Uczestnicy poprzedniej edycji | Uczestnicy poprzedniej edycji |
| --- | ----------------------------- | ----------------------------- | ----------------------------- |
| CCZ | Czarnovia Czarna              | 2                             |                               |
| VCZ | Victoria Czermin              | 3                             |                               |
| PWP | Piast Wolica Piaskowa         | 5                             |                               |
| LGŁ | LKS Głowaczowa                | 6                             |                               |
| SMI | Smoczanka Mielec              | 7                             |                               |
| RRW | Radomyślanka Radomyśl Wielki  | 8                             |                               |
| CPU | Chemik Pustków                | 9                             |                               |
| KGO | Kamieniarz Golemki            | 10                            |                               |
| SOK | Sokis Chorzelów               | 11                            |                               |
| PZA | Płomień Zagorzyce             | 12                            |                               |
| ATP | Atut Podborze                 | 13                            |                               |
| KWC | Kolorado Wola Chorzelowska    | 14                            |                               |
| KMK | Korona Majdan Królewski       | 151                           |                               |
| Spadek z IV ligi 2020/2021                                                                                    |                               |                               |                               |
| grupa podkarpacka                                                                                             |                               |                               |                               |
| LSM | Lechia Sędziszów Małopolski   | 19                            |                               |
| Awans z klasy A 2020/2021                                                                                     |                               |                               |                               |
| grupa Dębica                                                                                                  |                               |                               |                               |
| PWS | Pogórze Wielopole Skrzyńskie  | 1                             |                               |
| TPR | Team Przecław                 | 2                             |                               |
| grupa Rzeszów III                                                                                             |                               |                               |                               |
| KOL | Kolbuszowianka Kolbuszowa     | 1                             |                               |
| KO2 | Sokół II Kolbuszowa Dolna     | 2                             |                               |
| Oznaczenia: - kolumna pierwsza – skróty nazw drużyn, - kolumna trzecia – miejsce zajęte w poprzednim sezonie. |                               |                               |                               |

| Uczestnicy dołączeni do ligi | Uczestnicy dołączeni do ligi |
| ---------------------------- | ---------------------------- |
| Wisłoka II Dębica            | -2                           |

Objaśnienia:
1. Stal III Mielec wycofała się po zakończeniu sezonu, w związku z czym w lidze utrzymała się Korona Majdan Królewski.
2. Wisłoka II Dębica została dokooptowana do rozgrywek.

#### Tabela
| Lp. | Drużyna                             | M  | Z  | R  | P  | Bramki | Bramki | Różn. | Pkt | Uwagi                       | Bezpośrednio |
| --- | ----------------------------------- | -- | -- | -- | -- | ------ | ------ | ----- | --- | --------------------------- | ------------ |
| 1   | Lechia Sędziszów Małopolski (M) (A) | 36 | 22 | 11 | 3  | 110    | 32     | +78   | 77  | Awans do IV ligi            |              |
| 2   | Chemik Pustków                      | 36 | 22 | 5  | 9  | 102    | 50     | +52   | 71  |                             |              |
| 3   | Victoria Czermin                    | 36 | 20 | 8  | 8  | 105    | 59     | +46   | 68  |                             |              |
| 4   | Radomyślanka Radomyśl Wielki        | 36 | 21 | 4  | 11 | 94     | 58     | +36   | 67  |                             |              |
| 5   | Sokół II Kolbuszowa Dolna           | 36 | 20 | 5  | 11 | 118    | 74     | +44   | 65  |                             |              |
| 6   | Wisłoka II Dębica                   | 36 | 20 | 1  | 15 | 69     | 60     | +9    | 61  |                             |              |
| 7   | Kamieniarz Golemki                  | 36 | 17 | 8  | 11 | 74     | 55     | +19   | 59  |                             |              |
| 8   | Piast Wolica Piaskowa               | 36 | 18 | 4  | 14 | 92     | 69     | +23   | 58  |                             |              |
| 9   | Czarnovia Czarna                    | 36 | 15 | 12 | 9  | 77     | 57     | +20   | 57  | CCZ – SMI 4:1 SMI – CCZ 2:0 |              |
| 10  | Smoczanka Mielec                    | 36 | 18 | 3  | 15 | 86     | 69     | +17   | 57  | CCZ – SMI 4:1 SMI – CCZ 2:0 |              |
| 11  | Sokis Chorzelów                     | 36 | 17 | 5  | 14 | 71     | 60     | +11   | 56  |                             |              |
| 12  | Atut Podborze (S)                   | 36 | 16 | 4  | 16 | 64     | 58     | +6    | 52  | Spadek do klasy A           |              |
| 13  | LKS Głowaczowa (S)                  | 36 | 15 | 6  | 15 | 85     | 77     | +8    | 51  | Spadek do klasy A           |              |
| 14  | Kolorado Wola Chorzelowska (S)      | 36 | 13 | 5  | 18 | 71     | 89     | −18   | 44  | Spadek do klasy A           |              |
| 15  | Pogórze Wielopole Skrzyńskie (S)    | 36 | 9  | 8  | 19 | 81     | 101    | −20   | 35  | Spadek do klasy A           |              |
| 16  | Kolbuszowianka Kolbuszowa (S)       | 36 | 10 | 4  | 22 | 65     | 128    | −63   | 34  | Spadek do klasy A           |              |
| 17  | Korona Majdan Królewski (S)         | 36 | 8  | 7  | 21 | 56     | 104    | −48   | 31  | Spadek do klasy A           |              |
| 18  | Płomień Zagorzyce (S)               | 36 | 5  | 3  | 28 | 57     | 164    | −107  | 18  | Spadek do klasy A           |              |
| 19  | Team Przecław (S)                   | 36 | 3  | 3  | 30 | 46     | 159    | −113  | 12  | Spadek do klasy A           |              |

### Grupa Krosno

#### Drużyny
| Uczestnicy poprzedniej edycji                                                                                 | Uczestnicy poprzedniej edycji | Uczestnicy poprzedniej edycji | Uczestnicy poprzedniej edycji |
| --- | ----------------------------- | ----------------------------- | ----------------------------- |
| NOW | Cosmos Nowotaniec             | 2                             |                               |
| TEM | Tempo Nienaszów               | 3                             |                               |
| STR | Start Rymanów                 | 4                             |                               |
| ZOD | Zamczysko Odrzykoń            | 5                             |                               |
| BES | Przełom Besko                 | 6                             |                               |
| DUK | Przełęcz Dukla                | 7                             |                               |
| NAF | Nafta Jedlicze                | 8                             |                               |
| MKR | Markiewicza Krosno            | 9                             |                               |
| GRG | Grabowianka Grabówka          | 11                            |                               |
| SUH | Szarotka Uherce               | 12                            |                               |
| BPG | Beskid Posada Górna           | 13                            |                               |
| OKO | Ostoja Kołaczyce              | 14                            |                               |
| Spadek z IV ligi 2020/2021                                                                                    |                               |                               |                               |
| grupa podkarpacka                                                                                             |                               |                               |                               |
| CJA | Czarni 1910 Jasło             | 17                            |                               |
| PAT | Partyzant Targowiska          | 21                            |                               |
| Awans z klasy A 2020/2021                                                                                     |                               |                               |                               |
| grupa Krosno I                                                                                                |                               |                               |                               |
| WIS | Wiki Sanok                    | 1                             |                               |
| grupa Krosno II                                                                                               |                               |                               |                               |
| CJP | Cisy Jabłonica Polska         | 1                             |                               |
| grupa Krosno III                                                                                              |                               |                               |                               |
| ZAM | Zamczysko Mrukowa             | 1                             |                               |
| Oznaczenia: - kolumna pierwsza – skróty nazw drużyn, - kolumna trzecia – miejsce zajęte w poprzednim sezonie. |                               |                               |                               |

#### Tabela
| Lp. | Drużyna                   | M  | Z  | R | P  | Bramki | Bramki | Różn. | Pkt | Uwagi                                                          | Bezpośrednio |
| --- | ------------------------- | -- | -- | - | -- | ------ | ------ | ----- | --- | -------------------------------------------------------------- | ------------ |
| 1   | Cosmos Nowotaniec (M) (A) | 32 | 25 | 2 | 5  | 107    | 30     | +77   | 77  | Awans do IV ligi                                               |              |
| 2   | Start Rymanów             | 32 | 24 | 2 | 6  | 103    | 37     | +66   | 74  |                                                                |              |
| 3   | Czarni 1910 Jasło         | 32 | 23 | 3 | 6  | 117    | 47     | +70   | 72  |                                                                |              |
| 4   | Zamczysko Odrzykoń        | 32 | 17 | 4 | 11 | 64     | 40     | +24   | 55  | ZOD – BES 0:1 BES – ZOD 0:2                                    |              |
| 5   | Przełom Besko             | 32 | 17 | 4 | 11 | 78     | 60     | +18   | 55  | ZOD – BES 0:1 BES – ZOD 0:2                                    |              |
| 6   | Nafta Jedlicze            | 32 | 16 | 6 | 10 | 49     | 38     | +11   | 54  |                                                                |              |
| 7   | Partyzant Targowiska      | 32 | 16 | 4 | 12 | 56     | 35     | +21   | 52  | PAT – TEM 2:0 TEM – PAT 0:0                                    |              |
| 8   | Tempo Nienaszów           | 32 | 15 | 7 | 10 | 63     | 46     | +17   | 52  | PAT – TEM 2:0 TEM – PAT 0:0                                    |              |
| 9   | Markiewicza Krosno        | 32 | 13 | 9 | 10 | 44     | 47     | −3    | 48  |                                                                |              |
| 10  | Przełęcz Dukla            | 32 | 14 | 4 | 14 | 71     | 55     | +16   | 46  | DUK: 7 pkt, różn. +4 ZAM: 5 pkt, różn. +1 CJP: 4 pkt, różn. -5 |              |
| 11  | Zamczysko Mrukowa         | 32 | 14 | 4 | 14 | 48     | 49     | −1    | 46  | DUK: 7 pkt, różn. +4 ZAM: 5 pkt, różn. +1 CJP: 4 pkt, różn. -5 |              |
| 12  | Cisy Jabłonica Polska     | 32 | 14 | 4 | 14 | 63     | 88     | −25   | 46  | DUK: 7 pkt, różn. +4 ZAM: 5 pkt, różn. +1 CJP: 4 pkt, różn. -5 |              |
| 13  | Wiki Sanok (S)            | 32 | 13 | 4 | 15 | 61     | 69     | −8    | 43  | Spadek do klasy A                                              |              |
| 14  | Grabowianka Grabówka (S)  | 32 | 6  | 4 | 22 | 40     | 90     | −50   | 22  | Spadek do klasy A                                              |              |
| 15  | Ostoja Kołaczyce (S)      | 32 | 5  | 3 | 24 | 36     | 72     | −36   | 18  | Spadek do klasy A                                              |              |
| 16  | Beskid Posada Górna (S)   | 32 | 4  | 3 | 25 | 31     | 118    | −87   | 15  | Spadek do klasy A                                              |              |
| 17  | Szarotka Uherce (S)       | 12 | 1  | 3 | 8  | 22     | 132    | −110  | 6   | Spadek do klasy A                                              |              |

### Grupa Rzeszów

#### Drużyny
| Uczestnicy poprzedniej edycji                                                                                 | Uczestnicy poprzedniej edycji | Uczestnicy poprzedniej edycji | Uczestnicy poprzedniej edycji |
| --- | ----------------------------- | ----------------------------- | ----------------------------- |
| STY | Strug Tyczyn                  | 2                             |                               |
| WRA | Włókniarz Rakszawa            | 3                             |                               |
| ZAC | KS Zaczernie                  | 4                             |                               |
| ST2 | Stal II Rzeszów               | 5                             |                               |
| BBŁ | Błażowianka Błażowa           | 6                             |                               |
| SSM | Sokół Sokołów Małopolski      | 7                             |                               |
| JNI | Jedność Niechobrz             | 8                             |                               |
| SON | Sawa Sonina                   | 9                             |                               |
| MAL | Strumyk Malawa                | 10                            |                               |
| KST | KS Stobierna                  | 11                            |                               |
| KSP | KS Przybyszówka               | 12                            |                               |
| OWN | Orzeł Wólka Niedźwiedzka      | 14                            |                               |
| GNI | GKS Niebylec                  | 151                           |                               |
| Spadek z IV ligi 2020/2021                                                                                    |                               |                               |                               |
| grupa podkarpacka                                                                                             |                               |                               |                               |
| RE2 | Resovia II                    | 20                            |                               |
| Awans z klasy A 2020/2021                                                                                     |                               |                               |                               |
| grupa Rzeszów I                                                                                               |                               |                               |                               |
| STR | Wisłok Strzyżów               | 1                             |                               |
| GBU | Grunwald Budziwój             | 2                             |                               |
| grupa Rzeszów II                                                                                              |                               |                               |                               |
| ZTR | Zorza Trzeboś                 | 1                             |                               |
| WDA | Wola Dalsza                   | 2                             |                               |
| Oznaczenia: - kolumna pierwsza – skróty nazw drużyn, - kolumna trzecia – miejsce zajęte w poprzednim sezonie. |                               |                               |                               |

Objaśnienia:
1. Wisłok Czarna wycofał się po zakończeniu sezonu, w związku z czym dodatkowo utrzymał się GKS Niebylec[1].

#### Tabela
| Lp. | Drużyna                  | M  | Z  | R  | P  | Bramki | Bramki | Różn. | Pkt | Uwagi                       | Bezpośrednio |
| --- | ------------------------ | -- | -- | -- | -- | ------ | ------ | ----- | --- | --------------------------- | ------------ |
| 1   | Stal II Rzeszów (M) (A)  | 34 | 27 | 1  | 6  | 124    | 34     | +90   | 82  | Awans do IV ligi            |              |
| 2   | Strug Tyczyn             | 34 | 25 | 3  | 6  | 91     | 42     | +49   | 78  |                             |              |
| 3   | Włókniarz Rakszawa       | 34 | 23 | 5  | 6  | 88     | 45     | +43   | 74  |                             |              |
| 4   | Sokół Sokołów Małopolski | 34 | 22 | 3  | 9  | 83     | 47     | +36   | 69  |                             |              |
| 5   | KS Zaczernie             | 34 | 19 | 8  | 7  | 78     | 55     | +23   | 65  |                             |              |
| 6   | Błażowianka Błażowa      | 34 | 16 | 8  | 10 | 89     | 66     | +23   | 56  |                             |              |
| 7   | KS Przybyszówka          | 34 | 13 | 8  | 13 | 68     | 68     | 0     | 47  | KSP – MAL 3:1 MAL – KSP 5:4 |              |
| 8   | Strumyk Malawa           | 34 | 14 | 5  | 15 | 77     | 77     | 0     | 47  | KSP – MAL 3:1 MAL – KSP 5:4 |              |
| 9   | Resovia II               | 34 | 13 | 5  | 16 | 52     | 60     | −8    | 44  | RE2 – SON 1:2 SON – RE2 1:2 |              |
| 10  | Sawa Sonina              | 34 | 13 | 5  | 16 | 69     | 96     | −27   | 44  | RE2 – SON 1:2 SON – RE2 1:2 |              |
| 11  | Jedność Niechobrz        | 34 | 12 | 7  | 15 | 58     | 61     | −3    | 43  | JNI – OWN 1:2 OWN – JNI 2:4 |              |
| 12  | Orzeł Wólka Niedźwiedzka | 34 | 11 | 10 | 13 | 60     | 67     | −7    | 43  | JNI – OWN 1:2 OWN – JNI 2:4 |              |
| 13  | Wola Dalsza              | 34 | 11 | 6  | 17 | 47     | 69     | −22   | 39  |                             |              |
| 14  | KS Stobierna (S)         | 34 | 10 | 9  | 15 | 63     | 66     | −3    | 39  | Spadek do klasy A           |              |
| 15  | Zorza Trzeboś (S)        | 34 | 10 | 4  | 20 | 54     | 81     | −27   | 34  | Spadek do klasy A           |              |
| 16  | GKS Niebylec (S)         | 34 | 8  | 1  | 25 | 41     | 112    | −71   | 25  | Spadek do klasy A           |              |
| 17  | Grunwald Budziwój (S)    | 34 | 6  | 3  | 25 | 41     | 112    | −71   | 21  | Spadek do klasy A           |              |
| 18  | Wisłok Strzyżów (S)      | 34 | 5  | 5  | 24 | 41     | 94     | −53   | 20  | Spadek do klasy A           |              |

### Grupa Stalowa Wola

#### Drużyny
| Uczestnicy poprzedniej edycji                                                                                 | Uczestnicy poprzedniej edycji | Uczestnicy poprzedniej edycji | Uczestnicy poprzedniej edycji |
| --- | ----------------------------- | ----------------------------- | ----------------------------- |
| UNS | Unia Nowa Sarzyna             | 2                             |                               |
| SGO | Stal Gorzyce                  | 3                             |                               |
| LEŻ | Pogoń Leżajsk                 | 4                             |                               |
| LŹD | LZS Ździary                   | 5                             |                               |
| ŁOW | ŁKS Łowisko                   | 6                             |                               |
| TRA | Transdźwig Stale              | 7                             |                               |
| SI2 | Siarka II Tarnobrzeg          | 8                             |                               |
| OLP | Olimpia Pysznica              | 9                             |                               |
| NDĘ | Stal Nowa Dęba                | 10                            |                               |
| AWZ | Azalia Wola Zarczycka         | 12                            |                               |
| LBW | LKS Brzyska Wola              | 131                           |                               |
| Spadek z IV ligi 2020/2021                                                                                    |                               |                               |                               |
| grupa podkarpacka                                                                                             |                               |                               |                               |
| NIS | Sokół Nisko                   | 16                            |                               |
| SS2 | Stal II Stalowa Wola          | 18                            |                               |
| Awans z klasy A 2020/2021                                                                                     |                               |                               |                               |
| grupa Stalowa Wola I                                                                                          |                               |                               |                               |
| LRD | LZS Rzeczyca Długa            | 1                             |                               |
| grupa Stalowa Wola II                                                                                         |                               |                               |                               |
| SAK | San Kłyżów                    | 1                             |                               |
| Oznaczenia: - kolumna pierwsza – skróty nazw drużyn, - kolumna trzecia – miejsce zajęte w poprzednim sezonie. |                               |                               |                               |

Objaśnienia:
1. Sokół Sokolniki wycofał się po zakończeniu sezonu, w związku z czym dodatkowo utrzymał się LKS Brzyska Wola[2].

#### Tabela
| Lp. | Drużyna                | M  | Z  | R  | P  | Bramki | Bramki | Różn. | Pkt | Uwagi                       | Bezpośrednio |
| --- | ---------------------- | -- | -- | -- | -- | ------ | ------ | ----- | --- | --------------------------- | ------------ |
| 1   | Sokół Nisko (M) (A)    | 28 | 23 | 1  | 4  | 98     | 26     | +72   | 70  | Awans do IV ligi            |              |
| 2   | Stal Gorzyce           | 28 | 20 | 4  | 4  | 91     | 31     | +60   | 64  |                             |              |
| 3   | Unia Nowa Sarzyna      | 28 | 20 | 0  | 8  | 73     | 29     | +44   | 60  |                             |              |
| 4   | Siarka II Tarnobrzeg   | 28 | 18 | 3  | 7  | 90     | 34     | +56   | 57  |                             |              |
| 5   | Stal Nowa Dęba         | 28 | 15 | 3  | 10 | 57     | 53     | +4    | 48  |                             |              |
| 6   | Stal II Stalowa Wola   | 28 | 13 | 3  | 12 | 67     | 56     | +11   | 42  |                             |              |
| 7   | Pogoń Leżajsk          | 28 | 13 | 2  | 13 | 34     | 39     | −5    | 41  | LEŻ – TRA 2:2 TRA – LEŻ 0:2 |              |
| 8   | Transdźwig Stale       | 28 | 11 | 8  | 9  | 53     | 47     | +6    | 41  | LEŻ – TRA 2:2 TRA – LEŻ 0:2 |              |
| 9   | Azalia Wola Zarczycka  | 28 | 12 | 4  | 12 | 54     | 49     | +5    | 40  |                             |              |
| 10  | LZS Ździary            | 28 | 8  | 9  | 11 | 41     | 52     | −11   | 33  |                             |              |
| 11  | San Kłyżów             | 28 | 7  | 6  | 15 | 40     | 83     | −43   | 27  |                             |              |
| 12  | ŁKS Łowisko            | 28 | 5  | 10 | 13 | 30     | 49     | −19   | 25  |                             |              |
| 13  | Olimpia Pysznica       | 28 | 6  | 4  | 18 | 35     | 76     | −41   | 22  |                             |              |
| 14  | LKS Brzyska Wola (S)   | 28 | 4  | 3  | 21 | 26     | 98     | −72   | 15  | Spadek do klasy A           |              |
| 15  | LZS Rzeczyca Długa (S) | 28 | 2  | 6  | 20 | 21     | 88     | −67   | 12  | Spadek do klasy A           |              |

## Województwo podlaskie

### Grupa podlaska

#### Drużyny
| Uczestnicy poprzedniej edycji                                                                                 | Uczestnicy poprzedniej edycji | Uczestnicy poprzedniej edycji | Uczestnicy poprzedniej edycji |
| --- | ----------------------------- | ----------------------------- | ----------------------------- |
| HAJ | Puszcza Hajnówka              | 3                             |                               |
| ŚNI | KS Śniadowo                   | 4                             |                               |
| PIB | Piast Białystok               | 5                             |                               |
| UKR | UM Krynki                     | 6                             |                               |
| ZAB | Rudnia Zabłudów               | 7                             |                               |
| SEJ | Pomorzanka Sejny              | 8                             |                               |
| OCZ | Orlęta Czyżew                 | 9                             |                               |
| Spadek z IV ligi 2020/2021                                                                                    |                               |                               |                               |
| grupa podklaska                                                                                               |                               |                               |                               |
| WS2 | Wigry II Suwałki              | 13                            |                               |
| SSO | Sokół 1946 Sokółka            | 14                            |                               |
| AUG | Sparta Augustów               | 15                            |                               |
| MIE | MKS Mielnik                   | 16                            |                               |
| DĄB | Dąb Dąbrowa Białostocka       | 17                            |                               |
| Awans z klasy A 2020/2021                                                                                     |                               |                               |                               |
| grupa podlaska I                                                                                              |                               |                               |                               |
| ŁAP | Pogoń Łapy                    | 1                             |                               |
| GGR | GKS Gródek                    | 2                             |                               |
| grupa podlaska II                                                                                             |                               |                               |                               |
| GST | GKS Stawiski                  | 1                             |                               |
| KLE | Pasja Kleosin                 | 2                             |                               |
| Oznaczenia: - kolumna pierwsza – skróty nazw drużyn, - kolumna trzecia – miejsce zajęte w poprzednim sezonie. |                               |                               |                               |

#### Tabela
| Lp. | Drużyna                     | M  | Z  | R | P  | Bramki | Bramki | Różn. | Pkt | Uwagi             | Bezpośrednio |
| --- | --------------------------- | -- | -- | - | -- | ------ | ------ | ----- | --- | ----------------- | ------------ |
| 1   | KS Śniadowo (M) (A)         | 30 | 20 | 6 | 4  | 74     | 38     | +36   | 66  | Awans do IV ligi  |              |
| 2   | Dąb Dąbrowa Białostocka (A) | 30 | 20 | 4 | 6  | 95     | 51     | +44   | 64  | Awans do IV ligi  |              |
| 3   | Sparta Augustów             | 30 | 20 | 3 | 7  | 84     | 36     | +48   | 63  |                   |              |
| 4   | MKS Mielnik                 | 30 | 19 | 1 | 10 | 73     | 42     | +31   | 58  |                   |              |
| 5   | Wigry II Suwałki1           | 30 | 17 | 3 | 10 | 78     | 40     | +38   | 54  | Drużyna wycofana  |              |
| 6   | Sokół 1946 Sokółka          | 30 | 14 | 7 | 9  | 59     | 46     | +13   | 49  |                   |              |
| 7   | UM Krynki                   | 30 | 13 | 8 | 9  | 63     | 41     | +22   | 47  |                   |              |
| 8   | Orlęta Czyżew               | 30 | 12 | 9 | 9  | 53     | 59     | −6    | 45  |                   |              |
| 9   | Rudnia Zabłudów             | 30 | 11 | 9 | 10 | 66     | 49     | +17   | 42  |                   |              |
| 10  | Puszcza Hajnówka            | 30 | 12 | 5 | 13 | 58     | 59     | −1    | 41  |                   |              |
| 11  | GKS Gródek                  | 30 | 12 | 4 | 14 | 49     | 55     | −6    | 40  |                   |              |
| 12  | GKS Stawiski                | 30 | 11 | 4 | 15 | 69     | 73     | −4    | 37  |                   |              |
| 13  | Pomorzanka Sejny            | 30 | 10 | 3 | 17 | 46     | 71     | −25   | 33  |                   |              |
| 14  | Piast Białystok1            | 30 | 5  | 3 | 22 | 41     | 114    | −73   | 18  |                   |              |
| 15  | Pogoń Łapy2                 | 30 | 4  | 3 | 23 | 31     | 99     | −68   | 15  |                   |              |
| 16  | Pasja Kleosin (S)           | 30 | 2  | 4 | 24 | 23     | 109    | −86   | 10  | Spadek do klasy A |              |

## Województwo pomorskie

### Grupa Gdańsk I

#### Drużyny
| Uczestnicy poprzedniej edycji                                                                                 | Uczestnicy poprzedniej edycji | Uczestnicy poprzedniej edycji | Uczestnicy poprzedniej edycji |
| --- | ----------------------------- | ----------------------------- | ----------------------------- |
| GKO | GKS Kolbudy                   | 3                             |                               |
| ZŁĘ | Zenit Łęczyce                 | 4                             |                               |
| OSO | Ogniwo Sopot                  | 5                             |                               |
| GRÓ | GLKS Różyny                   | 6                             |                               |
| BRD | Błyskawica Reda-Rekowo Dolne  | 7                             |                               |
| PKS | Potok Kamionka Sopot          | 92                            |                               |
| OTW | Orzeł Trąbki Wielkie          | 10                            |                               |
| RED | Orlęta Reda                   | 11                            |                               |
| BA2 | Bałtyk II Gdynia              | 12                            |                               |
| GSK | GKS Sierakowice               | 13                            |                               |
| GTG | GTS Goszyn                    | 14                            |                               |
| SKO | Sztorm Kosakowo               | 15                            |                               |
| GMD | GTS Mokry Dwór                | 161                           |                               |
| Spadek z IV ligi 2020/2021                                                                                    |                               |                               |                               |
| grupa pomorska                                                                                                |                               |                               |                               |
| CAR | Cartusia Kartuzy              | 19                            |                               |
| Awans z klasy A 2020/2021                                                                                     |                               |                               |                               |
| grupa Gdańsk I                                                                                                |                               |                               |                               |
| CHW | KS Chwaszczyno                | 1                             |                               |
| APG | AS Pomorze Gdańsk             | 2                             |                               |
| grupa Gdańsk II                                                                                               |                               |                               |                               |
| GG2 | Gedania II Gdańsk             | 1                             |                               |
| OSO | Osiczanka Osice               | 2                             |                               |
| Oznaczenia: - kolumna pierwsza – skróty nazw drużyn, - kolumna trzecia – miejsce zajęte w poprzednim sezonie. |                               |                               |                               |

Objaśnienia:
1. AP Sopot wycofał się po zakończeniu poprzedniego sezonu, w związku z czym dodatkowo utrzymał się GTS Mokry Dwór.
2. Potok Kamionka Sopot wycofała się po rundzie jesiennej.

#### Tabela
| Lp. | Drużyna                          | M  | Z  | R | P  | Bramki | Bramki | Różn. | Pkt | Uwagi                                                         | Bezpośrednio     |
| --- | -------------------------------- | -- | -- | - | -- | ------ | ------ | ----- | --- | ------------------------------------------------------------- | ---------------- |
| 1   | GKS Kolbudy (M) (A)              | 34 | 24 | 7 | 3  | 91     | 29     | +62   | 79  | Awans do IV ligi                                              |                  |
| 2   | Orlęta Reda (B)                  | 34 | 25 | 3 | 6  | 108    | 51     | +57   | 78  | Baraże o awans do IV ligi                                     |                  |
| 3   | Bałtyk II Gdynia (B)             | 34 | 23 | 4 | 7  | 97     | 38     | +59   | 73  | Baraże o awans do IV ligi                                     |                  |
| 4   | GTS Goszyn                       | 34 | 19 | 7 | 8  | 72     | 54     | +18   | 64  |                                                               |                  |
| 5   | GLKS Różyny                      | 34 | 19 | 5 | 10 | 86     | 63     | +23   | 62  |                                                               |                  |
| 6   | Gedania II Gdańsk                | 34 | 18 | 4 | 12 | 89     | 58     | +31   | 58  |                                                               |                  |
| 7   | Orzeł Trąbki Wielkie             | 34 | 16 | 3 | 15 | 66     | 55     | +11   | 51  |                                                               |                  |
| 8   | GTS Mokry Dwór                   | 34 | 15 | 4 | 15 | 62     | 61     | +1    | 49  |                                                               |                  |
| 9   | Osiczanka Osice                  | 34 | 15 | 2 | 17 | 68     | 81     | −13   | 47  |                                                               |                  |
| 10  | Cartusia Kartuzy                 | 34 | 14 | 3 | 17 | 68     | 85     | −17   | 45  |                                                               |                  |
| 11  | GKS Sierakowice                  | 34 | 12 | 8 | 14 | 64     | 61     | +3    | 44  | GSK – ZŁĘ 1:1 ZŁĘ – GSK 0:3                                   |                  |
| 12  | Zenit Łęczyce                    | 34 | 13 | 5 | 16 | 74     | 83     | −9    | 44  | GSK – ZŁĘ 1:1 ZŁĘ – GSK 0:3                                   |                  |
| 13  | KS Chwaszczyno                   | 34 | 12 | 7 | 15 | 57     | 81     | −24   | 43  | CHW: 7 pkt, różn. 0 APG: 6 pkt, różn. +2 SKO: 4 pkt, różn. -2 |                  |
| 14  | AS Pomorze Gdańsk2               | 34 | 14 | 1 | 19 | 89     | 102    | −13   | 43  | CHW: 7 pkt, różn. 0 APG: 6 pkt, różn. +2 SKO: 4 pkt, różn. -2 | Drużyna wycofana |
| 15  | Sztorm Kosakowo2                 | 34 | 13 | 4 | 17 | 68     | 75     | −7    | 43  | CHW: 7 pkt, różn. 0 APG: 6 pkt, różn. +2 SKO: 4 pkt, różn. -2 |                  |
| 16  | Błyskawica Reda-Rekowo Dolne (S) | 34 | 10 | 2 | 22 | 70     | 103    | −33   | 32  | Spadek do klasy A                                             |                  |
| 17  | Ogniwo Sopot (S)                 | 34 | 4  | 5 | 25 | 47     | 99     | −52   | 17  | Spadek do klasy A                                             |                  |
| 18  | Potok Kamionka Sopot1            | 34 | 2  | 2 | 30 | 23     | 120    | −97   | 8   | Drużyna wycofana                                              |                  |

### Grupa Gdańsk II

#### Drużyny
| Uczestnicy poprzedniej edycji                                                                                 | Uczestnicy poprzedniej edycji   | Uczestnicy poprzedniej edycji | Uczestnicy poprzedniej edycji |
| --- | ------------------------------- | ----------------------------- | ----------------------------- |
| NDG | Żuławy Nowy Dwór Gdański        | 21                            |                               |
| B03 | Beniaminek 03 Starogard Gdański | 3                             |                               |
| WSK | Wietcisa Skarszewy              | 4                             |                               |
| MAL | Pomezania Malbork               | 5                             |                               |
| RS2 | Radunia II Stężyca              | 6                             |                               |
| SZT | Olimpia Sztum                   | 7                             |                               |
| OSU | Orzeł Subkowy                   | 82                            |                               |
| TĘB | Tęcza Brusy                     | 9                             |                               |
| WTC | Wisła Tczew                     | 10                            |                               |
| VKA | Victoria Kaliska                | 11                            |                               |
| MEP | Meteor Pinczyn                  | 12                            |                               |
| SSL | Spójnia Sadlinki                | 13                            |                               |
| Spadek z IV ligi 2020/2021                                                                                    |                                 |                               |                               |
| grupa pomorska                                                                                                |                                 |                               |                               |
| DZI | Powiśle Dzierzgoń               | 18                            |                               |
| GKA | Gwiazda Karsin                  | 20                            |                               |
| Awans z klasy A 2020/2021                                                                                     |                                 |                               |                               |
| grupa Gdańsk III                                                                                              |                                 |                               |                               |
| STY | Styna Godziszewo                | 1                             |                               |
| KCH | Kolejarz Chojnice               | 2                             |                               |
| grupa Gdańsk IV                                                                                               |                                 |                               |                               |
| WKO | Wisła Korzeniewo                | 1                             |                               |
| BSP | Błękitni Stare Pole             | 2                             |                               |
| Oznaczenia: - kolumna pierwsza – skróty nazw drużyn, - kolumna trzecia – miejsce zajęte w poprzednim sezonie. |                                 |                               |                               |

Objaśnienia:
1. Żuławy Nowy Dwór Gdański zajęły 2. miejsce w grupie barażowej o awans do IV ligi, przez co zespół nie uzyskał awansu.
2. Orzeł Subkowy wycofał się po rundzie jesiennej.

#### Tabela
| Lp. | Drużyna                          | M  | Z  | R | P  | Bramki | Bramki | Różn. | Pkt | Uwagi                       | Bezpośrednio                |
| --- | -------------------------------- | -- | -- | - | -- | ------ | ------ | ----- | --- | --------------------------- | --------------------------- |
| 1   | Pomezania Malbork (M) (A)        | 34 | 31 | 3 | 0  | 134    | 13     | +121  | 96  | Awans do IV ligi            |                             |
| 2   | Powiśle Dzierzgoń (B)            | 34 | 22 | 5 | 7  | 78     | 29     | +49   | 71  | Baraże o awans do IV ligi   |                             |
| 3   | Radunia II Stężyca               | 34 | 22 | 3 | 9  | 99     | 43     | +56   | 69  |                             | RS2 – WSK 2:0 WSK – RS2 4:2 |
| 4   | Wietcisa Skarszewy               | 34 | 21 | 6 | 7  | 85     | 55     | +30   | 69  |                             | RS2 – WSK 2:0 WSK – RS2 4:2 |
| 5   | Kolejarz Chojnice                | 34 | 19 | 5 | 10 | 70     | 50     | +20   | 62  |                             |                             |
| 6   | Beniaminek 03 Starogard Gdański2 | 34 | 18 | 4 | 12 | 76     | 43     | +33   | 58  | Drużyna wycofana            |                             |
| 7   | Żuławy Nowy Dwór Gdański         | 34 | 17 | 5 | 12 | 80     | 49     | +31   | 56  |                             |                             |
| 8   | Gwiazda Karsin                   | 34 | 16 | 3 | 15 | 64     | 65     | −1    | 51  |                             |                             |
| 9   | Wisła Tczew3                     | 34 | 15 | 2 | 17 | 70     | 85     | −15   | 47  | Drużyna wycofana            |                             |
| 10  | Wisła Korzeniewo                 | 34 | 14 | 3 | 17 | 59     | 98     | −39   | 45  |                             |                             |
| 11  | Błękitni Stare Pole              | 34 | 12 | 7 | 15 | 54     | 66     | −12   | 43  |                             |                             |
| 12  | Meteor Pinczyn                   | 34 | 11 | 6 | 17 | 53     | 62     | −9    | 39  |                             |                             |
| 13  | Tęcza Brusy                      | 34 | 10 | 8 | 16 | 57     | 63     | −6    | 38  |                             |                             |
| 14  | Spójnia Sadlinki                 | 34 | 11 | 2 | 21 | 47     | 94     | −47   | 35  | SSL – STY 3:2 STY – SSL 0:1 |                             |
| 15  | Styna Godziszewo                 | 34 | 9  | 8 | 17 | 46     | 79     | −33   | 35  | SSL – STY 3:2 STY – SSL 0:1 |                             |
| 16  | Olimpia Sztum                    | 34 | 7  | 5 | 22 | 47     | 101    | −54   | 26  |                             |                             |
| 17  | Victoria Kaliska (S)             | 34 | 4  | 3 | 27 | 45     | 114    | −69   | 15  | Spadek do klasy A           |                             |
| 18  | Orzeł Subkowy1                   | 34 | 7  | 2 | 25 | 31     | 86     | −55   | 23  | Drużyna wycofana            |                             |

### Grupa Słupsk

#### Drużyny
| Uczestnicy poprzedniej edycji                                                                                 | Uczestnicy poprzedniej edycji | Uczestnicy poprzedniej edycji | Uczestnicy poprzedniej edycji |
| --- | ----------------------------- | ----------------------------- | ----------------------------- |
| LLI | Lipniczanka Lipnica           | 21                            |                               |
| MTU | Myśliwiec Tuchomie            | 3                             |                               |
| MIA | Start Miastko                 | 4                             |                               |
| GSS | Gryf/SMS Słupsk               | 5                             |                               |
| WYC | Sokół Wyczechy                | 6                             |                               |
| KSD | Kaszubia Studzienice          | 7                             |                               |
| MKD | MKS Debrzno                   | 9                             |                               |
| JPO | Jantaria Pobłocie             | 10                            |                               |
| CZŁ | Piast Człuchów                | 11                            |                               |
| CCZ | Czarni Czarne                 | 12                            |                               |
| GCD | GTS Czarna Dąbrówka           | 13                            |                               |
| KSW | KS Włynkówko                  | 14                            |                               |
| ZBO | Zawisza Borzytuchom           | 15                            |                               |
| OBJ | Wybrzeże Objazda              | 162                           |                               |
| Awans z klasy A 2020/2021                                                                                     |                               |                               |                               |
| grupa Słupsk I                                                                                                |                               |                               |                               |
| SDK | Skotawia Dębnica Kaszubska    | 1                             |                               |
| GR2 | Gryf II Słupsk                | 2                             |                               |
| grupa Słupsk II                                                                                               |                               |                               |                               |
| DGW | Dolina Gałąźnia Wielka        | 1                             |                               |
| BRP | Brda Przechlewo               | 2                             |                               |
| Oznaczenia: - kolumna pierwsza – skróty nazw drużyn, - kolumna trzecia – miejsce zajęte w poprzednim sezonie. |                               |                               |                               |

Objaśnienia:
1. Lipniczanka Lipnica zajęła 3. miejsce w grupie barażowej o awans do IV ligi, w związku z czym nie uzyskała awansu.
2. Bytovia II Bytów wycofała się z rozgrywek po zakończeniu poprzedniego sezonu, w związku z czym dodatkowo utrzymało się Wybrzeże Objazda.

#### Tabela
| Lp. | Drużyna                    | M  | Z  | R | P  | Bramki | Bramki | Różn. | Pkt | Uwagi                       | Bezpośrednio                |
| --- | -------------------------- | -- | -- | - | -- | ------ | ------ | ----- | --- | --------------------------- | --------------------------- |
| 1   | Sokół Wyczechy1 (M)        | 34 | 25 | 6 | 3  | 105    | 32     | +73   | 81  |                             |                             |
| 2   | Start Miastko (B)          | 34 | 23 | 5 | 6  | 99     | 43     | +56   | 74  | Baraże o awans do IV ligi   |                             |
| 3   | Gryf/SMS Słupsk2           | 34 | 20 | 9 | 5  | 101    | 38     | +63   | 69  | Drużyna wycofana            | GSS – MKD 2:1 MKD – GSS 3:2 |
| 4   | MKS Debrzno                | 34 | 22 | 3 | 9  | 132    | 66     | +66   | 69  |                             | GSS – MKD 2:1 MKD – GSS 3:2 |
| 5   | Skotawia Dębnica Kaszubska | 34 | 19 | 3 | 12 | 67     | 56     | +11   | 60  |                             |                             |
| 6   | Jantaria Pobłocie          | 34 | 18 | 4 | 12 | 76     | 63     | +13   | 58  |                             |                             |
| 7   | Czarni Czarne              | 34 | 16 | 5 | 13 | 61     | 61     | 0     | 53  |                             |                             |
| 8   | Myśliwiec Tuchomie         | 34 | 14 | 9 | 11 | 60     | 58     | +2    | 51  |                             |                             |
| 9   | Dolina Gałąźnia Wielka     | 34 | 15 | 5 | 14 | 81     | 63     | +18   | 50  |                             |                             |
| 10  | Kaszubia Studzienice       | 34 | 13 | 7 | 14 | 59     | 64     | −5    | 46  |                             |                             |
| 11  | Gryf II Słupsk             | 34 | 13 | 4 | 17 | 91     | 71     | +20   | 43  |                             |                             |
| 12  | Brda Przechlewo            | 34 | 13 | 3 | 18 | 67     | 95     | −28   | 42  | BRP – CZŁ 0:1 CZŁ – BRP 0:3 |                             |
| 13  | Piast Człuchów             | 34 | 12 | 6 | 16 | 63     | 83     | −20   | 42  | BRP – CZŁ 0:1 CZŁ – BRP 0:3 |                             |
| 14  | Lipniczanka Lipnica2       | 34 | 12 | 4 | 18 | 58     | 88     | −30   | 40  | Drużyna wycofana            |                             |
| 15  | KS Włynkówko               | 34 | 8  | 7 | 19 | 56     | 88     | −32   | 31  |                             |                             |
| 16  | GTS Czarna Dąbrówka        | 34 | 7  | 8 | 19 | 60     | 113    | −53   | 29  |                             |                             |
| 17  | Zawisza Borzytuchom (S)    | 34 | 5  | 3 | 26 | 48     | 99     | −51   | 18  | Spadek do klasy A           |                             |
| 18  | Wybrzeże Objazda (S)       | 34 | 4  | 3 | 27 | 33     | 136    | −103  | 15  | Spadek do klasy A           |                             |

## Województwo śląskie

### Grupa śląska I

#### Drużyny
| Uczestnicy poprzedniej edycji                                                                                 | Uczestnicy poprzedniej edycji | Uczestnicy poprzedniej edycji | Uczestnicy poprzedniej edycji |
| --- | ----------------------------- | ----------------------------- | ----------------------------- |
| OMI | Orzeł Miedary                 | 2                             |                               |
| OMŚ | Odra Miasteczko Śląskie       | 3                             |                               |
| SIL | Silesia Miechowice            | 4                             |                               |
| CIO | Przyszłość Ciochowice         | 5                             |                               |
| BBW | Burza Borowa Wieś             | 6                             |                               |
| OBO | Olimpia Boruszowice           | 7                             |                               |
| ŁAB | ŁTS Łabędy                    | 8                             |                               |
| GWC | Gwiazda Chudów                | 9                             |                               |
| SOO | Sokół Orzech                  | 10                            |                               |
| OBŚ | Orzeł Biały Brzeziny Śląskie  | 11                            |                               |
| SOŚ | Sośnica Gliwice               | 14                            |                               |
| CZP | Czarni Pyskowice              | 151                           |                               |
| GBŚ | Górnik Bobrowniki Śląskie     | 161                           |                               |
| Spadek z IV ligi 2020/2021                                                                                    |                               |                               |                               |
| grupa śląska I                                                                                                |                               |                               |                               |
| DZB | Drama Zbrosławice             | 15                            |                               |
| Awans z klasy A 2020/2021                                                                                     |                               |                               |                               |
| grupa Bytom                                                                                                   |                               |                               |                               |
| LŻY | LKS Żyglin                    | 1                             |                               |
| grupa Zabrze                                                                                                  |                               |                               |                               |
| SSI | Start Sierakowice             | 1                             |                               |
| Oznaczenia: - kolumna pierwsza – skróty nazw drużyn, - kolumna trzecia – miejsce zajęte w poprzednim sezonie. |                               |                               |                               |

Objaśnienia:
1. Concordia Knurów i Unia Strzybnica wycofały się po zakończeniu poprzedniego sezonu, w związku z czym dodatkowo utrzymali się Czarni Pyskowice i Górnik Bobrowniki Śląskie.

#### Tabela
| Lp. | Drużyna                       | M  | Z  | R | P  | Bramki | Bramki | Różn. | Pkt | Uwagi             | Bezpośrednio |
| --- | ----------------------------- | -- | -- | - | -- | ------ | ------ | ----- | --- | ----------------- | ------------ |
| 1   | Drama Zbrosławice (M) (A)     | 30 | 26 | 2 | 2  | 145    | 26     | +119  | 80  | Awans do IV ligi  |              |
| 2   | Orzeł Miedary                 | 30 | 21 | 6 | 3  | 107    | 40     | +67   | 69  |                   |              |
| 3   | Odra Miasteczko Śląskie       | 30 | 17 | 8 | 5  | 63     | 34     | +29   | 59  |                   |              |
| 4   | Sośnica Gliwice               | 30 | 14 | 8 | 8  | 59     | 47     | +12   | 50  |                   |              |
| 5   | Silesia Miechowice            | 30 | 14 | 6 | 10 | 75     | 61     | +14   | 48  |                   |              |
| 6   | Burza Borowa Wieś             | 30 | 14 | 2 | 14 | 57     | 49     | +8    | 44  |                   |              |
| 7   | Gwiazda Chudów                | 30 | 11 | 9 | 10 | 77     | 69     | +8    | 42  |                   |              |
| 8   | Olimpia Boruszowice           | 30 | 11 | 6 | 13 | 51     | 69     | −18   | 39  |                   |              |
| 9   | LKS Żyglin                    | 30 | 11 | 5 | 14 | 62     | 68     | −6    | 38  |                   |              |
| 10  | Start Sierakowice             | 30 | 10 | 7 | 13 | 52     | 78     | −26   | 37  |                   |              |
| 11  | Przyszłość Ciochowice         | 30 | 10 | 6 | 14 | 50     | 72     | −22   | 36  |                   |              |
| 12  | ŁTS Łabędy                    | 30 | 9  | 7 | 14 | 46     | 59     | −13   | 34  |                   |              |
| 13  | Czarni Pyskowice              | 30 | 7  | 7 | 16 | 43     | 73     | −30   | 28  |                   |              |
| 14  | Orzeł Biały Brzeziny Śląskie1 | 30 | 8  | 3 | 19 | 49     | 83     | −34   | 27  | Drużyna wycofana  |              |
| 15  | Sokół Orzech (S)              | 30 | 6  | 6 | 18 | 41     | 79     | −38   | 24  | Spadek do klasy A |              |
| 16  | Górnik Bobrowniki Śląskie (S) | 30 | 6  | 2 | 22 | 48     | 118    | −70   | 20  | Spadek do klasy A |              |

### Grupa śląska II

#### Drużyny
| Uczestnicy poprzedniej edycji                                                                                 | Uczestnicy poprzedniej edycji | Uczestnicy poprzedniej edycji | Uczestnicy poprzedniej edycji |
| --- | ----------------------------- | ----------------------------- | ----------------------------- |
| PAN | KS Panki                      | 2                             |                               |
| ŻAR | Zieloni Żarki                 | 3                             |                               |
| LKR | Liswarta Krzepice             | 4                             |                               |
| UKA | Unia Kalety                   | 5                             |                               |
| AMG | Amator Golce                  | 6                             |                               |
| STR | Stradom Częstochowa           | 7                             |                               |
| WMS | Warta Mstów                   | 8                             |                               |
| PKŁ | Pogoń 1947 Kłomnice           | 94                            |                               |
| ORZ | Orzeł Kiedrzyn                | 10                            |                               |
| JBO | Jedność Boronów               | 12                            |                               |
| SPS | Sparta Szczekociny            | 13                            |                               |
| PKA | Pogoń Kamyk                   | 14                            |                               |
| WOŹ | MLKS Woźniki                  | 151                           |                               |
| Spadek z IV ligi 2020/2021                                                                                    |                               |                               |                               |
| grupa śląska I                                                                                                |                               |                               |                               |
| ZKL | Znicz Kłobuck                 | 2                             |                               |
| Awans z klasy A 2020/2021                                                                                     |                               |                               |                               |
| grupa Częstochowa I                                                                                           |                               |                               |                               |
| VCZ | Victoria Częstochowa          | 1                             |                               |
| grupa Częstochowa II                                                                                          |                               |                               |                               |
| KON | Lot Konopiska                 | 1                             |                               |
| grupa Lubliniec                                                                                               |                               |                               |                               |
| OBP | Orzeł Babienica/Psary         | 1                             |                               |
| Oznaczenia: - kolumna pierwsza – skróty nazw drużyn, - kolumna trzecia – miejsce zajęte w poprzednim sezonie. |                               |                               |                               |

| Uczestnicy dołączeni do ligi | Uczestnicy dołączeni do ligi |
| ---------------------------- | ---------------------------- |
| Skra II Częstochowa          | -3                           |

Objaśnienia:
1. Sparta Lubliniec wycofała się po zakończeniu sezonu, w związku z czym utrzymał się MLKS Woźniki.
2. Znicz Kłobuck wycofał się po zakończeniu poprzedniego sezonu z rozgrywek IV ligi, jednak na jego prośbę uzyskał prawo do gry w klasie okręgowej w sezonie 2021/2022[11].
3. Skra II Częstochowa została dokooptowana do rozgrywek[12].
4. Gmina Kłomnice zmieniła nazwę przed sezonem na Pogoń 1947 Kłomnice.

#### Tabela
| Lp. | Drużyna                      | M  | Z  | R  | P  | Bramki | Bramki | Różn. | Pkt | Uwagi                       | Bezpośrednio                |
| --- | ---------------------------- | -- | -- | -- | -- | ------ | ------ | ----- | --- | --------------------------- | --------------------------- |
| 1   | Victoria Częstochowa (M) (A) | 34 | 28 | 1  | 5  | 116    | 27     | +89   | 85  | Awans do IV ligi            |                             |
| 2   | Skra II Częstochowa          | 34 | 26 | 4  | 4  | 105    | 33     | +72   | 82  |                             |                             |
| 3   | Znicz Kłobuck                | 34 | 22 | 6  | 6  | 83     | 38     | +45   | 72  |                             |                             |
| 4   | Amator Golce                 | 34 | 18 | 9  | 7  | 82     | 57     | +25   | 63  |                             |                             |
| 5   | Zieloni Żarki                | 34 | 18 | 8  | 8  | 68     | 45     | +23   | 62  |                             |                             |
| 6   | Lot Konopiska                | 34 | 19 | 2  | 13 | 103    | 66     | +37   | 59  |                             |                             |
| 7   | Orzeł Kiedrzyn               | 34 | 16 | 7  | 11 | 69     | 66     | +3    | 55  |                             |                             |
| 8   | KS Panki                     | 34 | 15 | 9  | 10 | 72     | 48     | +24   | 54  |                             |                             |
| 9   | Liswarta Krzepice            | 34 | 15 | 8  | 11 | 60     | 53     | +7    | 53  |                             |                             |
| 10  | Jedność Boronów              | 34 | 11 | 6  | 17 | 45     | 61     | −16   | 39  | JBO – WOŹ 3:4 WOŹ – JBO 0:2 |                             |
| 11  | MLKS Woźniki                 | 34 | 12 | 3  | 19 | 58     | 78     | −20   | 39  | JBO – WOŹ 3:4 WOŹ – JBO 0:2 |                             |
| 12  | Warta Mstów                  | 34 | 10 | 5  | 19 | 59     | 80     | −21   | 35  | WMS – SPS 1:1 SPS – WMS 1:4 |                             |
| 13  | Sparta Szczekociny           | 34 | 10 | 5  | 19 | 42     | 66     | −24   | 35  | WMS – SPS 1:1 SPS – WMS 1:4 |                             |
| 14  | Stradom Częstochowa (S)      | 34 | 9  | 6  | 19 | 43     | 69     | −26   | 33  | Spadek do klasy A           | STR – UKA 2:1 UKA – STR 1:1 |
| 15  | Unia Kalety (S)              | 34 | 7  | 12 | 15 | 43     | 62     | −19   | 33  | Spadek do klasy A           | STR – UKA 2:1 UKA – STR 1:1 |
| 16  | Pogoń Kamyk (S)              | 34 | 8  | 4  | 22 | 36     | 104    | −68   | 28  | Spadek do klasy A           |                             |
| 17  | Pogoń 1947 Kłomnice (S)      | 34 | 6  | 2  | 26 | 36     | 100    | −64   | 20  | Spadek do klasy A           |                             |
| 18  | Orzeł Babienica/Psary (S)    | 34 | 4  | 7  | 23 | 32     | 99     | −67   | 19  | Spadek do klasy A           |                             |

### Grupa śląska III

#### Drużyny
| Uczestnicy poprzedniej edycji                                                                                 | Uczestnicy poprzedniej edycji | Uczestnicy poprzedniej edycji | Uczestnicy poprzedniej edycji |
| --- | ----------------------------- | ----------------------------- | ----------------------------- |
| ŚWI | Forteca Świerklany            | 2                             |                               |
| UNR | Unia Racibórz                 | 3                             |                               |
| LKT | LKS Tworków                   | 4                             |                               |
| LKR | LKS Krzyżanowice              | 5                             |                               |
| RUP | Granica Ruptawa               | 6                             |                               |
| PIC | Pierwszy Chwałowice           | 7                             |                               |
| PPO | Płomień Połomia               | 8                             |                               |
| SLU | Silesia Lubomia               | 9                             |                               |
| NBO | Naprzód Borucin               | 10                            |                               |
| LNĘ | LKS 1908 Nędza                | 11                            |                               |
| ZAM | Zameczek Czernica             | 12                            |                               |
| KSK | KS 1905 Krzanowice            | 13                            |                               |
| GWS | Gwiazda Skrzyszów             | 14                            |                               |
| RYM | Rymer Rybnik                  | 161                           |                               |
| Awans z klasy A 2020/2021                                                                                     |                               |                               |                               |
| grupa Racibórz                                                                                                |                               |                               |                               |
| LRA | LKS Raszczyce                 | 1                             |                               |
| grupa Rybnik                                                                                                  |                               |                               |                               |
| JEJ | Jedność Jejkowice             | 1                             |                               |
| Oznaczenia: - kolumna pierwsza – skróty nazw drużyn, - kolumna trzecia – miejsce zajęte w poprzednim sezonie. |                               |                               |                               |

| Uczestnicy dołączeni do ligi | Uczestnicy dołączeni do ligi |
| ---------------------------- | ---------------------------- |
| GKS II Jastrzębie            | -2                           |

Objaśnienia:
1. Dąb Gaszowice wycofał się po zakończeniu poprzedniego sezonu, w związku z czym utrzymał się dodatkowo Rymer Rybnik.
2. GKS II Jastrzębie został dokooptowany do rozgrywek.

#### Tabela
| Lp. | Drużyna                | M  | Z  | R  | P  | Bramki | Bramki | Różn. | Pkt | Uwagi                       | Bezpośrednio |
| --- | ---------------------- | -- | -- | -- | -- | ------ | ------ | ----- | --- | --------------------------- | ------------ |
| 1   | Unia Racibórz (M) (A)  | 32 | 21 | 8  | 3  | 116    | 48     | +68   | 71  | Awans do IV ligi            |              |
| 2   | LKS Tworków            | 32 | 20 | 4  | 8  | 85     | 44     | +41   | 64  |                             |              |
| 3   | LKS Raszczyce          | 32 | 19 | 4  | 9  | 92     | 66     | +26   | 61  |                             |              |
| 4   | Forteca Świerklany     | 32 | 16 | 10 | 6  | 84     | 40     | +44   | 58  |                             |              |
| 5   | LKS Krzyżanowice       | 32 | 14 | 12 | 6  | 71     | 48     | +23   | 54  | LKR – PIC 2:1 PIC – LKR 0:5 |              |
| 6   | Pierwszy Chwałowice    | 32 | 17 | 3  | 12 | 80     | 69     | +11   | 54  | LKR – PIC 2:1 PIC – LKR 0:5 |              |
| 7   | Naprzód Borucin1       | 32 | 16 | 5  | 11 | 72     | 55     | +17   | 53  | Drużyna wycofana            |              |
| 8   | GKS II Jastrzębie      | 32 | 15 | 3  | 14 | 83     | 70     | +13   | 48  |                             |              |
| 9   | LKS 1908 Nędza         | 32 | 13 | 6  | 13 | 69     | 90     | −21   | 45  |                             |              |
| 10  | Gwiazda Skrzyszów      | 32 | 13 | 3  | 16 | 63     | 86     | −23   | 42  |                             |              |
| 11  | Płomień Połomia        | 32 | 12 | 4  | 16 | 60     | 74     | −14   | 40  |                             |              |
| 12  | Jedność Jejkowice      | 32 | 11 | 4  | 17 | 54     | 67     | −13   | 37  |                             |              |
| 13  | Granica Ruptawa        | 32 | 10 | 6  | 16 | 48     | 69     | −21   | 36  | RUP – ZAM 5:2 ZAM – RUP 1:2 |              |
| 14  | Zameczek Czernica1     | 32 | 11 | 3  | 18 | 60     | 101    | −41   | 36  | RUP – ZAM 5:2 ZAM – RUP 1:2 |              |
| 15  | KS 1905 Krzanowice (S) | 32 | 9  | 4  | 19 | 57     | 106    | −49   | 31  | Spadek do klasy A           |              |
| 16  | Rymer Rybnik (S)       | 32 | 8  | 4  | 20 | 31     | 67     | −36   | 28  | Spadek do klasy A           |              |
| 17  | Silesia Lubomia (S)    | 32 | 4  | 3  | 25 | 36     | 91     | −55   | 15  | Spadek do klasy A           |              |

### Grupa śląska IV

#### Drużyny
| Uczestnicy poprzedniej edycji                                                                                 | Uczestnicy poprzedniej edycji | Uczestnicy poprzedniej edycji | Uczestnicy poprzedniej edycji |
| --- | ----------------------------- | ----------------------------- | ----------------------------- |
| ZS2 | Zagłębie II Sosnowiec         | 2                             |                               |
| SPA | Sparta Katowice               | 3                             |                               |
| CRO | Cyklon Rogoźnik               | 4                             |                               |
| NIW | Niwy Brudzowice               | 5                             |                               |
| PIM | Pogoń Imielin                 | 6                             |                               |
| MKG | MK Górnik Katowice            | 7                             |                               |
| TBŁ | Tęcza Błędów                  | 8                             |                               |
| ŹKR | Źródło Kromołów               | 9                             |                               |
| OŻE | Ostoja Żelisławice            | 10                            |                               |
| WOJ | Górnik Wojkowice              | 11                            |                               |
| GMY | SKFiS Górnik 09 Mysłowice     | 12                            |                               |
| KA2 | GKS II Katowice               | 13                            |                               |
| Spadek z IV ligi 2020/2021                                                                                    |                               |                               |                               |
| grupa śląska I                                                                                                |                               |                               |                               |
| SRM | Sarmacja Będzin               | 141                           |                               |
| MIK | AKS Mikołów                   | 16                            |                               |
| RGR | RKS Grodziec                  | 17                            |                               |
| Awans z klasy A 2020/2021                                                                                     |                               |                               |                               |
| grupa Katowice                                                                                                |                               |                               |                               |
| GRŚ | Grunwald Ruda Śląska          | 1                             |                               |
| grupa Sosnowiec                                                                                               |                               |                               |                               |
| CKS | CKS Czeladź                   | 1                             |                               |
| Oznaczenia: - kolumna pierwsza – skróty nazw drużyn, - kolumna trzecia – miejsce zajęte w poprzednim sezonie. |                               |                               |                               |

| Uczestnicy dołączeni do ligi | Uczestnicy dołączeni do ligi |
| ---------------------------- | ---------------------------- |
| Slavia Ruda Śląska           | -2                           |

Objaśnienia:
1. Ze względu na wycofanie się Zniczu Kłobuck z rozgrywek IV ligi zorganizowano baraże uzupełniające o utrzymanie pomiędzy drużynami z 14. miejsca z obu grup IV ligi na terenie województwa śląskiego. W nich Sarmacja Będzin przegrała z Jednością 32 Przyszowice.
2. Slavia Ruda Śląska została dokooptowana do rozgrywek.

#### Tabela
| Lp. | Drużyna                       | M  | Z  | R | P  | Bramki | Bramki | Różn. | Pkt | Uwagi                       | Bezpośrednio |
| --- | ----------------------------- | -- | -- | - | -- | ------ | ------ | ----- | --- | --------------------------- | ------------ |
| 1   | Zagłębie II Sosnowiec (M) (A) | 34 | 29 | 3 | 2  | 148    | 24     | +124  | 90  | Awans do IV ligi            |              |
| 2   | AKS Mikołów                   | 34 | 29 | 2 | 3  | 104    | 32     | +72   | 89  |                             |              |
| 3   | Sparta Katowice               | 34 | 28 | 2 | 4  | 123    | 35     | +88   | 86  |                             |              |
| 4   | Cyklon Rogoźnik               | 34 | 23 | 5 | 6  | 92     | 33     | +59   | 74  |                             |              |
| 5   | GKS II Katowice               | 34 | 21 | 4 | 9  | 90     | 44     | +46   | 67  |                             |              |
| 6   | CKS Czeladź                   | 34 | 18 | 4 | 12 | 83     | 58     | +25   | 58  |                             |              |
| 7   | Sarmacja Będzin               | 34 | 16 | 5 | 13 | 68     | 62     | +6    | 53  |                             |              |
| 8   | Pogoń Imielin                 | 34 | 13 | 6 | 15 | 61     | 56     | +5    | 45  |                             |              |
| 9   | Górnik Wojkowice              | 34 | 13 | 5 | 16 | 42     | 52     | −10   | 44  | WOJ – GMY 3:0 GMY – WOJ 1:1 |              |
| 10  | SKFiS Górnik 09 Mysłowice     | 34 | 13 | 5 | 16 | 46     | 62     | −16   | 44  | WOJ – GMY 3:0 GMY – WOJ 1:1 |              |
| 11  | Niwy Brudzowice               | 34 | 11 | 4 | 19 | 44     | 65     | −21   | 37  | NIW – MKG 2:3 MKG – NIW 2:5 |              |
| 12  | MK Górnik Katowice            | 34 | 12 | 1 | 21 | 63     | 106    | −43   | 37  | NIW – MKG 2:3 MKG – NIW 2:5 |              |
| 13  | Tęcza Błędów1                 | 34 | 9  | 5 | 20 | 44     | 79     | −35   | 32  | Drużyna wycofana            |              |
| 14  | Slavia Ruda Śląska            | 34 | 8  | 6 | 20 | 36     | 79     | −43   | 30  |                             |              |
| 15  | RKS Grodziec1                 | 34 | 9  | 2 | 23 | 52     | 96     | −44   | 29  |                             |              |
| 16  | Źródło Kromołów (S)           | 34 | 8  | 2 | 24 | 44     | 91     | −47   | 26  | Spadek do klasy A           |              |
| 17  | Ostoja Żelisławice (S)        | 34 | 7  | 2 | 25 | 49     | 129    | −80   | 23  | Spadek do klasy A           |              |
| 18  | Grunwald Ruda Śląska (S)      | 34 | 6  | 3 | 25 | 45     | 131    | −86   | 21  | Spadek do klasy A           |              |

### Grupa śląska V

#### Drużyny
| Uczestnicy poprzedniej edycji                                                                                 | Uczestnicy poprzedniej edycji | Uczestnicy poprzedniej edycji | Uczestnicy poprzedniej edycji |
| --- | ----------------------------- | ----------------------------- | ----------------------------- |
| LĘD | MKS Lędziny                   | 2                             |                               |
| RE2 | Rekord II Bielsko-Biała       | 3                             |                               |
| PAS | Pasjonat Dankowice            | 4                             |                               |
| CZJ | Czarni Jaworze                | 5                             |                               |
| BOJ | GTS Bojszowy                  | 6                             |                               |
| LKS | LKS Studzienice               | 7                             |                               |
| ŁĄK | LKS Łąka                      | 8                             |                               |
| ZET | ZET Tychy                     | 9                             |                               |
| LWW | LKS Wisła Wielka              | 10                            |                               |
| OCI | Ogrodnik Cielmice             | 12                            |                               |
| BKS | BKS Stal Bielsko-Biała        | 13                            |                               |
| PGB | Piast Gol Bieruń              | 141,2                         |                               |
| KSB | KS Bestwinka                  | 161                           |                               |
| Spadek z IV ligi 2020/2021                                                                                    |                               |                               |                               |
| grupa śląska II                                                                                               |                               |                               |                               |
| ISK | Iskra Pszczyna                | 16                            |                               |
| Awans z klasy A 2020/2021                                                                                     |                               |                               |                               |
| grupa Bielsko-Biała                                                                                           |                               |                               |                               |
| WCE | GLKS Wilkowice                | 1                             |                               |
| grupa Tychy                                                                                                   |                               |                               |                               |
| JUW | JUW-e Jaroszowice             | 1                             |                               |
| Oznaczenia: - kolumna pierwsza – skróty nazw drużyn, - kolumna trzecia – miejsce zajęte w poprzednim sezonie. |                               |                               |                               |

Objaśnienia:
1. MRKS II Czechowice-Dziedzice i LKS Rudołtowice-Ćwiklice wycofały się po zakończeniu poprzedniego sezonu, w związku z czym utrzymali się Piast Nowy Bieruń i KS Bestwinka.
2. Piast Nowy Bieruń zmienił nazwę na Piast Gol Bieruń.

#### Tabela
| Lp. | Drużyna                 | M  | Z  | R | P  | Bramki | Bramki | Różn. | Pkt | Uwagi                       | Bezpośrednio                |
| --- | ----------------------- | -- | -- | - | -- | ------ | ------ | ----- | --- | --------------------------- | --------------------------- |
| 1   | MKS Lędziny (M) (A)     | 30 | 26 | 3 | 1  | 110    | 23     | +87   | 81  | Awans do IV ligi            |                             |
| 2   | GLKS Wilkowice          | 30 | 25 | 3 | 2  | 103    | 24     | +79   | 78  |                             |                             |
| 3   | Rekord II Bielsko-Biała | 30 | 24 | 4 | 2  | 102    | 21     | +81   | 76  |                             |                             |
| 4   | ZET Tychy               | 30 | 17 | 7 | 6  | 79     | 42     | +37   | 58  |                             |                             |
| 5   | Czarni Jaworze          | 30 | 18 | 3 | 9  | 86     | 43     | +43   | 57  |                             |                             |
| 6   | Pasjonat Dankowice      | 30 | 12 | 5 | 13 | 61     | 55     | +6    | 41  |                             |                             |
| 7   | JUW-e Jaroszowice       | 30 | 11 | 6 | 13 | 53     | 72     | −19   | 39  |                             |                             |
| 8   | LKS Wisła Wielka        | 30 | 11 | 5 | 14 | 60     | 70     | −10   | 38  | LWW – ISK 3:1 ISK – LWW 4:2 |                             |
| 9   | Iskra Pszczyna          | 30 | 12 | 2 | 16 | 58     | 66     | −8    | 38  | LWW – ISK 3:1 ISK – LWW 4:2 |                             |
| 10  | LKS Łąka                | 30 | 10 | 7 | 13 | 46     | 65     | −19   | 37  |                             |                             |
| 11  | BKS Stal Bielsko-Biała  | 30 | 9  | 5 | 16 | 44     | 70     | −26   | 32  |                             |                             |
| 12  | GTS Bojszowy            | 30 | 9  | 4 | 17 | 44     | 71     | −27   | 31  |                             |                             |
| 13  | LKS Studzienice         | 30 | 7  | 5 | 18 | 40     | 84     | −44   | 26  |                             |                             |
| 14  | Ogrodnik Cielmice (S)   | 30 | 7  | 2 | 21 | 43     | 93     | −50   | 23  | Spadek do klasy A           |                             |
| 15  | Piast Gol Bieruń (S)    | 30 | 5  | 1 | 24 | 39     | 107    | −68   | 16  | Spadek do klasy A           | PGB – KSB 5:3 KSB – PGB 0:1 |
| 16  | KS Bestwinka (S)        | 30 | 4  | 4 | 22 | 29     | 91     | −62   | 16  | Spadek do klasy A           | PGB – KSB 5:3 KSB – PGB 0:1 |

### Grupa śląska VI

#### Drużyny
| Uczestnicy poprzedniej edycji                                                                                 | Uczestnicy poprzedniej edycji | Uczestnicy poprzedniej edycji | Uczestnicy poprzedniej edycji |
| --- | ----------------------------- | ----------------------------- | ----------------------------- |
| KOŻ | Koszarawa Żywiec              | 2                             |                               |
| BŁY | Błyskawica Drogomyśl          | 3                             |                               |
| TEM | Tempo Puńców                  | 4                             |                               |
| SOR | Soła Rajcza                   | 5                             |                               |
| SKO | Beskid 09 Skoczów             | 6                             |                               |
| MIL | Podhalanka Milówka            | 7                             |                               |
| WSS | WSS Wisła                     | 8                             |                               |
| BOR | Bory Pietrzykowice            | 9                             |                               |
| ŻAB | Skałka Żabnica                | 11                            |                               |
| POG | LKS Pogórze                   | 12                            |                               |
| WST | Wisła Strumień                | 14                            |                               |
| MET | Metal Węgierska Górka         | 15                            |                               |
| SPZ | Spójnia Zebrzydowice          | 18                            |                               |
| Spadek z IV ligi 2020/2021                                                                                    |                               |                               |                               |
| grupa śląska II                                                                                               |                               |                               |                               |
| RAW | GKS Radziechowy-Wieprz        | 15                            |                               |
| Awans z klasy A 2020/2021                                                                                     |                               |                               |                               |
| grupa Skoczów                                                                                                 |                               |                               |                               |
| CKS | CKS Piast Cieszyn             | 1                             |                               |
| grupa Żywiec                                                                                                  |                               |                               |                               |
| LEŚ | LKS Leśna                     | 1                             |                               |
| Oznaczenia: - kolumna pierwsza – skróty nazw drużyn, - kolumna trzecia – miejsce zajęte w poprzednim sezonie. |                               |                               |                               |

#### Tabela
| Lp. | Drużyna                      | M  | Z  | R | P  | Bramki | Bramki | Różn. | Pkt | Uwagi                       | Bezpośrednio |
| --- | ---------------------------- | -- | -- | - | -- | ------ | ------ | ----- | --- | --------------------------- | ------------ |
| 1   | Błyskawica Drogomyśl (M) (A) | 30 | 26 | 0 | 4  | 111    | 31     | +80   | 78  | Awans do IV ligi            |              |
| 2   | Tempo Puńców                 | 30 | 23 | 5 | 2  | 114    | 28     | +86   | 74  |                             |              |
| 3   | GKS Radziechowy-Wieprz       | 30 | 21 | 3 | 6  | 85     | 29     | +56   | 66  |                             |              |
| 4   | Beskid 09 Skoczów            | 30 | 20 | 4 | 6  | 88     | 35     | +53   | 64  |                             |              |
| 5   | Soła Rajcza                  | 30 | 16 | 6 | 8  | 86     | 39     | +47   | 54  |                             |              |
| 6   | Bory Pietrzykowice           | 30 | 14 | 9 | 7  | 52     | 37     | +15   | 51  | BOR – CKS 1:1 CKS – BOR 0:3 |              |
| 7   | CKS Piast Cieszyn            | 30 | 16 | 3 | 11 | 88     | 66     | +22   | 51  | BOR – CKS 1:1 CKS – BOR 0:3 |              |
| 8   | Koszarawa Żywiec1            | 30 | 13 | 4 | 13 | 53     | 52     | +1    | 43  | Drużyna wycofana            |              |
| 9   | Podhalanka Milówka           | 30 | 10 | 7 | 13 | 54     | 60     | −6    | 37  |                             |              |
| 10  | WSS Wisła                    | 30 | 10 | 5 | 15 | 59     | 89     | −30   | 35  |                             |              |
| 11  | LKS Pogórze                  | 30 | 10 | 4 | 16 | 52     | 67     | −15   | 34  |                             |              |
| 12  | Spójnia Zebrzydowice         | 30 | 10 | 3 | 17 | 50     | 72     | −22   | 33  |                             |              |
| 13  | Wisła Strumień               | 30 | 10 | 2 | 18 | 46     | 82     | −36   | 32  |                             |              |
| 14  | Skałka Żabnica1 (S)          | 30 | 4  | 4 | 22 | 43     | 120    | −77   | 16  | Spadek do klasy A           |              |
| 15  | LKS Leśna1                   | 30 | 3  | 2 | 25 | 40     | 100    | −60   | 11  |                             |              |
| 16  | Metal Węgierska Górka (S)    | 30 | 2  | 3 | 25 | 17     | 131    | −114  | 9   | Spadek do klasy A           |              |